# Eleuterio di Auxerre
Eleuterio (... – Auxerre, 26 agosto VI secolo) è stato vescovo di Auxerre nella prima metà del VI secolo. È venerato come santo dalla Chiesa cattolica.
La diocesi di Auxerre conserva un antico testo, databile al IX secolo, le Gesta pontificum Autissiodorensium, opera composta sullo stile del Liber pontificalis della Chiesa di Roma, nella quale Eleuterio compare al 16º posto, tra i vescovi Droctoaldo e Romano. 
Storicamente, sant'Eleuterio è documentato in quattro occasioni, avendo preso parte ai concili celebrati ad Orléans il 23 giugno 533, il 7 maggio 538, il 14 maggio 541 e il 28 ottobre 549.
Secondo il racconto delle Gesta, Eleuterio governò la Chiesa di Auxerre per 28 anni, 8 mesi e 9 giorni; morì il 16 agosto, probabilmente nel 550 o poco oltre, e fu sepolto nella chiesa di Saint-Germain d'Auxerre. Il martirologio geronimiano registra invece la sua morte il 26 agosto, data trasmessa dalla tradizione liturgica locale.
Nella redazione del Martirologio Romano, il Baronio pose la commemorazione di sant'Eleuterio al 16 agosto, mentre l'odierno martirologio, riformato a norma dei decreti del concilio Vaticano II, ha trasferito la sua memoria al 26 agosto ricordando il santo vescovo con queste parole: